# 洛里斯頓鎮區 (明尼蘇達州契皮瓦縣)
洛里斯頓鎮區（英語：Louriston Township）是位於美國明尼蘇達州契皮瓦縣的一個行政鎮區。

## 地方資料
洛里斯頓鎮區的面積為93.50平方千米，當中陸地面積為92.20平方千米，而水域面積為1.30平方千米。根據2020年美國人口普查的數據，當地共有人口254人，而人口密度為每平方千米2.72人。